# Offshore-Windpark Lynn and Inner Dowsing
Lynn and Inner Dowsing ist der Name eines Offshore-Windpark-Komplexes im Vereinigten Königreich in der Nordsee. Das Projekt besteht aus den zwei gleich großen Teilbereich Lynn und Inner Dowsing. 
Die zusammen 54 Windkraftanlagen des Typs Siemens SWT-3.6-107 haben eine installierte Leistung von insgesamt 194,4 MW; jede einzelne Anlage verfügt bei einem Rotordurchmesser von 107 Metern über einen Nennleistung von 3,6 MW. Der Windpark befindet sich etwa 5 bis 6 Kilometer vor der Küste, östlich von Skegness, in einer Wassertiefe von 6 bis 13 Meter. Betreiber des Windparks ist Centrica. Das jährliche Regelarbeitsvermögen entspricht dem Stromverbrauch von etwa 130.000 Haushalten. Seit März 2009 speist der Park den elektrische Energie ins Netz ein.
Die Installation der Fundamente wurde 2007 fertiggestellt. In der ersten Jahreshälfte 2008 wurden die Seekabel verlegt und die Turbinen installiert. Der erste Strom wurde im Mai 2008 eingespeist. Im Juli 2008 wurden die Installationsarbeiten der Turbinen fertiggestellt. 2009 gab der Betreiber Centrica den Verkauf von 50 % der Anteile an die Firma TCW bekannt.
Die Wartung der Turbinen wird von Siemens durchgeführt. Im Oktober 2017 wurde der Wartungsvertrag erneut um fünf Jahre verlängert.